# Segundo Decenvirato
O Segundo Decenvirato, chamado em latim de Decemviri Legibus Scribundis Consulari Imperio, foi um colégio de romanos eleitos, chamados decênviros, para terminar a confecção das novas leis que regulariam o ordenamento jurídico romano iniciado no ano anterior durante o Primeiro Decenvirato. Seu objetivo era harmonizar o conflito de décadas entre plebeus e patrícios e, posteriormente, entre cônsules e tribunos da plebe, que estavam ameaçando o desenvolvimento da República Romana.

## 450 a.C.
O único decênviro reeleito foi Ápio Cláudio Crasso Inregilense Sabino. Esta segunda comissão acrescentou duas novas "tábuas" de leis à chamada "Lei das Tábuas" produzida no mandato anterior, dando origem à famosa "Lei das Doze Tábuas" (em latim: "Lex Duodecim Tabularum"), que formou o núcleo da constituição romana nos séculos seguintes.
Apesar do resultado positivo, o comportamento deste decenvirato foi muito mais violento e tirânico: cada decênviro era auxiliado por doze lictores, que levavam os fasces com as lâminas montadas no interior da cidade (somente cônsules e ditadores eram auxiliados por doze lictores e apenas este podia mostrar os fasces com a lâmina no interior do pomério), e, ao contrário do que aconteceu no Primeiro Decenvirato, nenhum dos dez conselheiros podia se opor às decisões dos colegas, o que levou Marco Horácio Barbato a dizer:
| “ | Num debate, Marco Horácio Barbato não demonstrou o menor pudor: chamou os decênviros de "dez Tarquínios, lembrando que foram os Valérios e os Horácios que expulsaram o rei. | ” |
|   | — Lívio, Ab urbe condita libri III, 39. |   |

Quando o mandato dos decênviros terminou, nenhum deles quis deixar o cargo para permitir que novos decênviros fossem eleitos, mantendo de fato todos os poderes da magistratura, principalmente por causa da inércia dos senadores romanos, ainda ressentidos dos confrontos com a plebe, especialmente pelas ações dos tribunos, que conseguiam atingir os patrícios. Como todos os cargos da magistratura estavam suspensos e os decênviros eram todos patrícios, era uma situação incômoda apenas para os plebeus.
Seja como, aproveitando-se da discórdia interna em Roma, os sabinos devastaram o território romano sem encontrar nenhuma resistência enquanto os équos faziam o mesmo no território de Túsculo. Os decênviros se viram obrigados a convocar os senadores para que fosse dado andamento às preparações militares. A reunião foi muito tumultuada por causa da convicção dos senadores de que o comportamento dos decênviros era ilegal, pois eles deveriam ter renunciado ao término de seus mandatos; muitos senadores se dirigiam a eles como se eles fossem simples cidadãos e não magistrados romanos. Mas explorando o ressentimento dos senadores pelos tribunos da plebe, uma função que, como a dos cônsules, seria também restaurada com o final do decenvirato, os decênviros conseguiram obter dos senadores uma ordem de alistamento, o que permitiu que fossem criados dois exércitos para enfrentar sabinos e équos. Enquanto aos demais decênviros coube a liderança dos exércitos, Ápio Cláudio e Espúrio Ópio Córnice ficaram encarregados da defesa de Roma.
Depois do assassinato de Lúcio Sício Dentato por mercenários armados a mando dos decênviros, enviado para combater os sabinos, e depois da morte de Vergínia, assassinada por seu pai para que não fosse vítima dos desejos sexuais de Ápio Cláudio Crasso Inregilense Sabino, membro mais influente do decenvirato, começaram os tumultos entre as tropas do exército, que estava acampado fora de Roma, e cujos soldados começaram a desertar para se reunirem no Aventino. Horácio e Valério, à frente da revolta popular, foram enviados pelo Senado ao Monte Sacro, onde a plebe estava reunida, com o objetivo de negociarem condições para o fim da revolta.
| “ | Em Roma, a falta de gente tornou a cidade uma desolação e no fórum se viam apenas alguns idosos. Quando, durante uma sessão do Senado, o fórum pareceu ainda mais deserto para os senadores, foram muitos — além de Horácio e Valério — a expressarem seu próprio descontentamento. «O que estão esperando, Pais conscritos? Se os decênviros persistem em sua teimosia, pretendem tolerar que tudo se deteriore e se arruine? E que será, decênviros, este poder ao qual se agarram tanto? Querem ditar a tetos e muros? Não têm vergonha, vendo que no fórum vosses lictores são mais numerosos que os cidadãos? O que farão se o inimigo atacar a cidade? Ou se em breve a plebe nos atacar, armas em punho, percebendo que nem com a secessão conseguirão alguma coisa? Vocês querem que o vosso poder termine com o colapso da cidade? Assim, ou não teremos plebe ou teremos que aceitar os tribunos da plebe». | ” |
|   | — Lívio, Ab urbe condita libri III, 52. |   |

Somente depois da ameaça de uma nova secessão, os senadores recuperaram sua própria prerrogativa e assumiram a negociação com a plebe, pois os decênviros, muito impopulares, temiam pela própria vida. Ao término das negociações, os decênviros foram convidados a renunciarem ao próprio magistrado. Novas eleições foram realizadas e dois novos cônsules assumiram, Marco Horácio Barbato e Lúcio Valério Potito. Imediatamente eles ordenaram a eleição dos tribunos da plebe, que, por sua vez, processaram os antigos decênviros. Ápio Cláudio e Espúrio Ópio Córnice se suicidaram enquanto estavam presos, enquanto os outros oito decênviros foram condenados ao exílio.

## Decênviros
- Ápio Cláudio Crasso Inregilense Sabino II
- Quinto Petélio Libo Visolo
- Marco Cornélio Maluginense
- Tito Antônio Merenda
- Marco Sérgio Esquilino
- Cesão Duílio Longo
- Lúcio Minúcio Esquilino Augurino
- Espúrio Ópio Córnice
- Quinto Fábio Vibulano
- Mânio Rabuleio